# قلعه نه تن
بقایای قلعه نه تن مربوط به سده‌ها میانه دوران‌های تاریخی پس از اسلام است و در شهرستان قیروکارزین، بخش افزر، دهستان افزر، ۲۰۰ متری جنوب غربی روستای نه تن واقع شده و با شمارهٔ ثبت ۲۶۶۵۹ به‌عنوان یکی از آثار ملی ایران به ثبت رسیده است.